# Ptičij (Territorio della Kamčatka)
Ptičij (in russo Птичий?) è una piccola isola della Russia nel mare di Ochotsk. Amministrativamente appartiene al Tigil'skij rajon del Territorio della Kamčatka, nel Circondario federale dell'Estremo Oriente. 
In italiano "isola degli uccelli". Indicata anche come Ačavanč (in lingua itelmena) e Prizma (nelle carte di navigazione pre-rivoluzionarie, fino al 1914).

## Descrizione
L'isola si trova a 7,6 km dalla costa occidentale della Kamčatka, a nord di capo Chajrjuzova e a nord-ovest della foce del fiume Chajrjuzova, nella parte nord-est del mare di Ochotsk. Le dimensioni dell'isola sono 0,8 km di lunghezza e 0,35 km di larghezza.

## Storia
Fino alla fine degli anni Venti del secolo scorso, l'isola era considerata deserta ed era talvolta visitata dagli Itelmeni che vivevano nelle isole vicine.
Nel 1897, il naturalista Vladimir Nikolaevič Tjušov, ricercatore della Kamčatka, fece una descrizione dell'isola. Una descrizione dettagliata della stessa apparve nel 1914. I partecipanti alla spedizione idrografica dell'oceano orientale le diedero il nuovo nome di Ptičij, data l'abbondanza di colonie di uccelli marini che vi nidificavano.
Dal 1928 al 1945 fu zona di pesca del granchio e non lontano dall'isola si potevano vedere le fabbriche di conserve. Attualmente sull'isola si trova una stazione idro-meteorologica.